# Гардтбан
Гардтбан (нім. Hardtbahn) — залізниця в регіоні Карлсруе, Німеччина. На своєму початковому маршруті сполучала Грабен-Нойдорф із Карлсруе, побудована в 1870 році як частина Рейнської залізниці наскрізної магістралі, тепер вона є колією від Карлсруе до Лінкенгайм-Гохштеттена.
Оскільки після Другої світової війни пасажирські перевезення значно зменшились, в 1967 році пасажирський трафік було скасовано, а дистанцію Грабен-Нойдорф — Леопольдсгафен згодом було демонтовано. Залізниця прямує вздовж західного краю лісу Гардтвальд, від якого й отримала свою назву.
У 1979 році дистанцію в районі Нойройт Карлсруе інтегровано в мережу штадтбану Карлсруе під орудою Albtal-Verkehrs-Gesellschaft (AVG), яка розширена до Леопольдсгафена в 1986 році та до Гохштеттена в 1989 році. Місцеві маршрути побудовані в Леопольдсгафені, Лінкенгаймі та Гохштеттені.

## Трафік
Гардтбан обслуговується лініями S1 та S11 штадтбану Карлсруе. Обидві лінії прямують від Гохштеттена до центру міста Карлсруе та сполучені з Альбтальбаном у напрямку Еттлінгена.
Між Карлсруе та Нойройтом потяги курсують з інтервалом 10 хвилин приблизно до 21:00, також до 21:00 потяги курсують з інтервалом 20 хвилин до Гохштеттена, також є кілька рейсів до Леопольдсгафена. Використовуються легкорейкові вагони постійного струму компанії Albtal-Verkehrs-Gesellschaft (AVG), типу NET 2012. Двосистемні потяги GT8-100C/2S, використовувалися на Гардтбані лише в 1991—1992 рр.
Всі платформи мають висоту 34 сантиметри.